# John Peabody Harrington
John Peabody Harrington (Waltham, 1884–1961) fou un lingüista i etnòleg estatunidenc especialitzat en amerindis de Califòrnia. Harrington es caracteritza per l'enorme volum de la seva producció documental, la majoria de la qual ha romàs inèdita: l'espai en els prestatges al National Anthropological Archives dedicat al seu treball s'estén per 213 metres.

## Primers anys i educació
Nascut a Harrington es traslladà a Califòrnia quan era un nen. De 1902 a 1905 Harrington estudià antropologia i llengües clàssiques a la Universitat Stanford. Mentre assistia a classes especialitzades en la Universitat de Califòrnia, Berkeley, es va trobar amb l'antropòleg Alfred L. Kroeber. Harrington es va interessar intensament en les llengües ameríndies i l'etnografia.

## Llegat lingüístic
En comptes de completar el seu doctorat a les universitats de Leipzig i Berlín va treballar com a professor de llengua en un institut de secundària. Durant tres anys va dedicar el seu temps lliure a un examen intens dels pocs supervivents chumash.
El seu exhaustiu treball va cridara l'atenció del Smithsonian Institution i del Bureau of American Ethnology. Harrington va esdevenir un etnòleg de camp permanent per al Bureau des de 1915. Va ser tenir aquesta posició durant 40 anys, recollint i compilació massivs de dades en brut sobre els pobles indígenes, inclosos els chumash, mutsun, rumsen, chochenyo, kiowa, chimariko, yokuts, gabrielino, salinan, yuma i mohaves. Harrington també va estendre el seu treball a la cultura tradicional, particularment la mitologia i la geografia. Les seves col·leccions de camp incloïen informació de topònims i milers de fotografies. Les col·leccions massives estaven desorganitzats a l'extrem, i contenien no només manuscrits lingüístics i enregistraments, sinó objectes i realia de totes les tendències; un arxiver va descriure anys més tard com obrir cada caixa del seu llegat va ser "una aventura en si mateixa".
Harrington és pràcticament l'únic enregistrador d'alguns idiomes, com obispeño (nord), chumash, kitanemuk i serrano. Va reunir més d'1 milió de pàgines d'anotacions fonètiques sobre les llengües parlades per les tribus d'Alaska a Amèrica del Sud. Quan va estar disponible la tecnologia va complementar el seu informe escrit amb els enregistraments d'àudio, la majoria recentment digitalitzats primer usant cilindres de cera i després discs d'alumini. Hom li acredita la recopilació d'algunes de les primeres gravacions de llengües natives, rituals i cançons i el perfeccionament de la fonètica de diversos idiomes.
L'atenció de Harrington pel detall tant lingüístic com cultural és ben il·lustrat a "Tobacco among the Karuk Indians of California," una de les poques obres publicades oficialment.

## Vida personal
Harrington estava casat amb Carobeth Laird (nascuda Tucker) el 1916-1923. Van tenir una filla, Awona Harrington.